# Skarżysko Kościelne
Skarżysko Kościelne è un comune rurale polacco del distretto di Skarżysko-Kamienna, nel voivodato della Santacroce.
Ricopre una superficie di 53,24 km² e nel 2006 contava 6204 abitanti.